# Arbeitsteilung
Arbeitsteilung ist die Organisationsform gemeinschaftlicher menschlicher Arbeit, die sich in den familiären hordensolidarischen Arbeits- und Handlungssystemen der Jäger und Sammler entwickelte. Die sozialen Auswirkungen der Arbeitsteilung in der Neuzeit und die damit verbundenen ökonomischen Möglichkeiten zu mehr Effektivität und erhöhter Produktivität kooperativer Tätigkeit werden in der Sozialphilosophie, Arbeitssoziologie, Volkswirtschaftslehre und Betriebswirtschaftslehre wissenschaftlich erforscht.

## Allgemeines
Das Kompositum setzt sich aus „Arbeit“ und „Teilung“ zusammen und deutet darauf hin, dass eine Arbeitsaufgabe von einer Arbeitskraft durch Zerlegung in Teilaufgaben auf mehrere Arbeitskräfte aufgeteilt werden soll. Das geschieht durch Arbeitsteilung, wenn die Aufgabenanalyse auf einer tiefen Stufe in die Arbeitssynthese einmündet. Arbeitsteilung entsteht, wenn eine Aufgabe in mehrere Arbeitsvorgänge zergliedert wird und diese auf mehrere Stellen verteilt werden. Sie wird durch Dezentralisation der Aufgaben verhindert.
Die Arbeitsteilung bedarf der Koordination, führt jedoch zu Abhängigkeiten (Verlust der Selbstständigkeit) der betroffenen Akteure. Arbeitsteilung kann zu Effektivität und zur Ausprägung unterschiedlicher Berufsbilder führen. So gibt es in Deutschland aktuell etwa 24.000 Berufe.

## Betriebswirtschaftslehre
Die Begriffe Arbeitsteilung und Spezialisierung werden in der betriebswirtschaftlichen Literatur unterschiedlich verwendet. Manche Autoren sehen die Begriffe als Synonyme an, in der Organisationslehre vertritt die Mehrheit der Autoren dagegen die Ansicht, dass die Spezialisierung „vertikale Arbeitsteilung“ bedeutet.
Unter Arbeitsteilung versteht man die Aufgliederung einer Gesamtaufgabe in einzelne Teilaufgaben, verbunden mit einer Zuordnung der Teilaufgaben zu Organisationseinheiten. François Quesnay schrieb 1766, die Arbeitsteilung basiere auf der „natürlichen Ungleichheit der Menschen“ und führe „zu einer Organisation“. Unter Ungleichheit versteht er die unterschiedlichen Begabungen und Qualifikationen der Arbeitskräfte. In Sinne Quesnays gibt es die Landwirtschaft, den Handel sowie Adel und Klerus. Die einzelne Teilarbeit wird nach seiner Ansicht im Dienste des Gemeinwohls (französisch bien général) verrichtet.
Frederick Taylors arbeitsteilige Prinzipien werden als Taylorismus bezeichnet. Er trennte 1911 die geistige Tätigkeit von der körperlichen und setzte hierfür verschiedene Arbeitskräfte ein. Sodann befreite er Maschinen bedienende Facharbeiter von Nebentätigkeiten wie dem Schleifen von Werkzeugen, mit denen er anderes Personal betraute.
Die Vor- und Nachteile der Arbeitsteilung können wie folgt gegliedert werden:
| Wirtschaftssubjekt | Vorteile                                                                           | Nachteile |
| ------------------ | ---------------------------------------------------------------------------------- | --- |
| Arbeitgeber        | Steigerung der Arbeitsproduktivität, bessere Ertragslage, Arbeitsqualität nimmt zu | geringe Flexibilität der Mitarbeiter, Monotonie kann zu erhöhtem Krankenstand führen, Abhängigkeiten von Zulieferern und Kunden                                                    |
| Arbeitnehmer       | höheres Arbeitsentgelt, höhere Arbeitsmotivation                                   | Monotonie kann die Arbeitsbelastung erhöhen, höheres Arbeitsleid, Arbeitsmobilität sinkt durch einseitige Qualifikation, Arbeitsplatzrisiko steigt bei zunehmender Automatisierung |

## Volkswirtschaftslehre
Erste Überlegungen, Arbeit zu teilen, stellten bereits Xenophon, Platon und Demokrit an und bezogen die Arbeitsteilung meist auf die Größe einer Gemeinde. Je größer diese sei, umso mehr könne die Arbeit unter den Bewohnern aufgeteilt werden. Sie gingen von einem gegebenen Arbeitsvolumen aus, das bei großen Gemeinden auf mehr Arbeitskräfte verteilt werden könne. Platon hat in seiner Politeia das Entstehen einer Gesellschaft dadurch erklärt, dass Menschen unterschiedliche produktive Fähigkeiten und Bedürfnisse besitzen und sie sich daher am besten in ihrer Arbeit spezialisieren und die Arbeitsprodukte untereinander austauschen.
Den Begriff der Arbeitsteilung (englisch division of labour) prägte Henry Martin (* 1665, † 1721) im Jahre 1701. Der Generalinspektor für Exporte und Importe für die Britische Ostindien-Kompanie sprach sich für den Import billigerer Textilien aus Ostindien im Vergleich zur Mechanisierung Englands aus. Die Urheberschaft Martins für dieses Buch wurde erst 1983 belegt. Auf Martins Grundlage entstand 1722 Ernst Ludwig Carls „Traktat über den Reichtum der Fürsten und ihrer Staaten und einfache und natürliche Mittel, um ihn zu erreichen“.
Charles de Secondat, Baron de Montesquieu sah in der Geldwirtschaft eine wesentliche Voraussetzung für den Austausch und damit für die Arbeitsteilung, interessierte sich aber stärker für den Zusammenhalt der Gesellschaft als für ihre Differenzierung. In seinem Modell der Gewaltenteilung zwischen Legislative, Exekutive und Judikative knüpft er an den Gedanken der Arbeitsteilung an.
William Petty bemerkte, dass Spezialisierung zur besseren Produktqualität in der Textilherstellung beitrage und betonte, dass die Holländer preiswerter herstellen könnten, weil sie jedem Frachtschiff eine spezifische Schiffsladung zuwiesen. Adam Smith sah die Arbeitsteilung in seinem Buch Der Wohlstand der Nationen vom März 1776 als Aufspaltung des Produktionsprozesses in Teilabläufe zum Zwecke der Produktionssteigerung. Er stellte die Bedeutung der Arbeitsteilung für Wirtschaftswachstum und Prosperität heraus. Smith nannte es auch Arbeitsteilung, wenn in einem Staat ein Produkt von der Gewinnung des Rohstoffes bis zur Marktreife verschiedene Fertigungsstufen passieren muss wie beispielsweise die Wolle vom Schafzüchter über das Spinnen, Weben und Färben. Er überschrieb das entsprechende Kapitel mit The division of labour und brachte damit ein Schlagwort in Umlauf, das für Volkswirtschaft wie Naturwissenschaft gleiche Bedeutung erlangte. Übersetzt heißt das „Die Teilung der Arbeit“. Daraus entstand im Deutschen durch Wortzusammensetzung das Wort „Arbeit-s-teilung“. Das „s“ wird in der Grammatik als Fugenelement bezeichnet.
Die schottische Moralphilosophie knüpfte an Montesquieu und die Physiokraten wie Quesnay sowie an Gedanken von David Hume an; ihre Vertreter interessierten sich erstmals auch für die gesellschaftlichen Konsequenzen der Arbeitsteilung und die Entstehung der gesellschaftlichen Schichtung. Das gilt besonders für Adam Ferguson, der in der Arbeitsteilung ein Mittel der sozialen und beruflichen Differenzierung sah.
Adam Smith
Adam Smith betonte, dass die Arbeitsteilung die Gemeinschaft nicht zerstöre, sondern lediglich die Qualität und die Mittel von gegenseitiger Abhängigkeit verändere. Ihn interessierte vor allem die technisch vermittelte Arbeitsteilung im Betrieb; implizit warf auch er aber die Frage der Entstehung sozialer Klassen auf. Für Adam Smith entstanden durch den zunächst rein ökonomischen Vorgang der Arbeitsteilung notwendig drei Klassen (wobei er diesen Begriff nicht benutzte): die der Grundbesitzer, Kapitalisten und Arbeiter, die jeweils durch die Art ihrer Einkünfte (Grundrente, Kapitalertrag und Lohn) gekennzeichnet waren.
Die Arbeitsteilung steigert nach Smith die Produktivität der Arbeit. Dies hat vor allem drei wesentliche Gründe:
- Spezialisierung und somit Förderung der „größeren Geschicklichkeit jedes einzelnen Arbeiters“,
- Zeitersparnis und
- Technischer Fortschritt.

Vorausgesetzt wird dabei aber eine menschliche Neigung zum Tausch. Die Spezialisierung bewirke, dass sich Akteure (Menschen, Unternehmen, Länder) auf den Teil des gesamten Produktionsprozesses konzentrieren, bei denen sie komparative Vorteile haben. Jeder Akteur kann den Zeit- und Arbeitsaufwand, den er für andere Teiltätigkeiten aufwenden musste, nun allein für diejenigen Teiltätigkeiten einsetzen, in denen er besonders produktiv ist. Die Zeitersparnis hat Smith in seinem berühmten Stecknadel-Beispiel erklärt:
Ein einzelner ungelernter Arbeiter kann an einem Tag nur wenige Stecknadeln herstellen. Wird die Arbeit aufgeteilt in mehrere Handgriffe (Draht ziehen, abzwicken, zuspitzen, Kopf daraufsetzen, Verpacken…), so können beispielsweise fünf Arbeiter tausende von Stecknadeln an einem Tag herstellen.
Der technische Fortschritt kommt dadurch zustande, dass einzelne Teile eines Produktionsvorganges leichter verbessert werden können. Nach heutiger Auffassung sind aber auch schon die durch die Arbeitsteilung veränderte Organisation der Produktion und der dadurch erzielte Produktivitätsgewinn bereits „technischer Fortschritt“.
Arbeitsteilung erfordert Smith zufolge eine Koordination der ökonomischen Aktivitäten. Die einzelnen Produktionszweige sind stark voneinander abhängig und müssen ihre Produktionspläne koordinieren. In einer Marktwirtschaft erfüllen preisgesteuerte Märkte und Organisationen (markttechnische und hierarchische Koordination; siehe Transaktionskostentheorie) diese Funktion der Koordination.
Nach Adam Smith ist die Spezialisierung begrenzt durch das „Ausmaß des Marktes“. Dieser Ausdruck lässt sich sowohl auf die Nachfrage- als auch Angebotsseite beziehen. Nachfrageseitig mag in kleinen Märkten eine weitgehende Spezialisierung nicht nötig sein, da zusätzlicher Output ohnehin nicht abgesetzt werden könne. Angebotsseitig kann Spezialisierung durch die Anzahl von Arbeitskräften eine Grenze gesetzt sein.
Smith erkannte allerdings auch einige Gefahren der Arbeitsteilung. Arbeitskräfte verdummen, wenn sie nur einen einzelnen Handgriff andauernd ausüben. Die berufliche Befriedigung durch eine umfassende Tätigkeit ist durch einfache und monotone Handgriffe nicht mehr gegeben. Als Gegenmaßnahme forderte er eine verbesserte Ausbildung. Er stellte auch die Probleme bei geistiger Spezialisierung dar, bei der beispielsweise ein Philosoph so überheblich werden könne, dass er mit einem Lastenträger keine Ähnlichkeit mehr erkenne.
David Ricardo
David Ricardos Theorie der komparativen Kostenvorteile befasste sich 1817 mit der internationalen Arbeitsteilung. Er ging davon aus, dass die Vorteilhaftigkeit des Handels zwischen zwei Staaten nicht von den absoluten Produktionskosten abhängt, sondern von den relativen Kosten der produzierten Güter zueinander.
Karl Marx

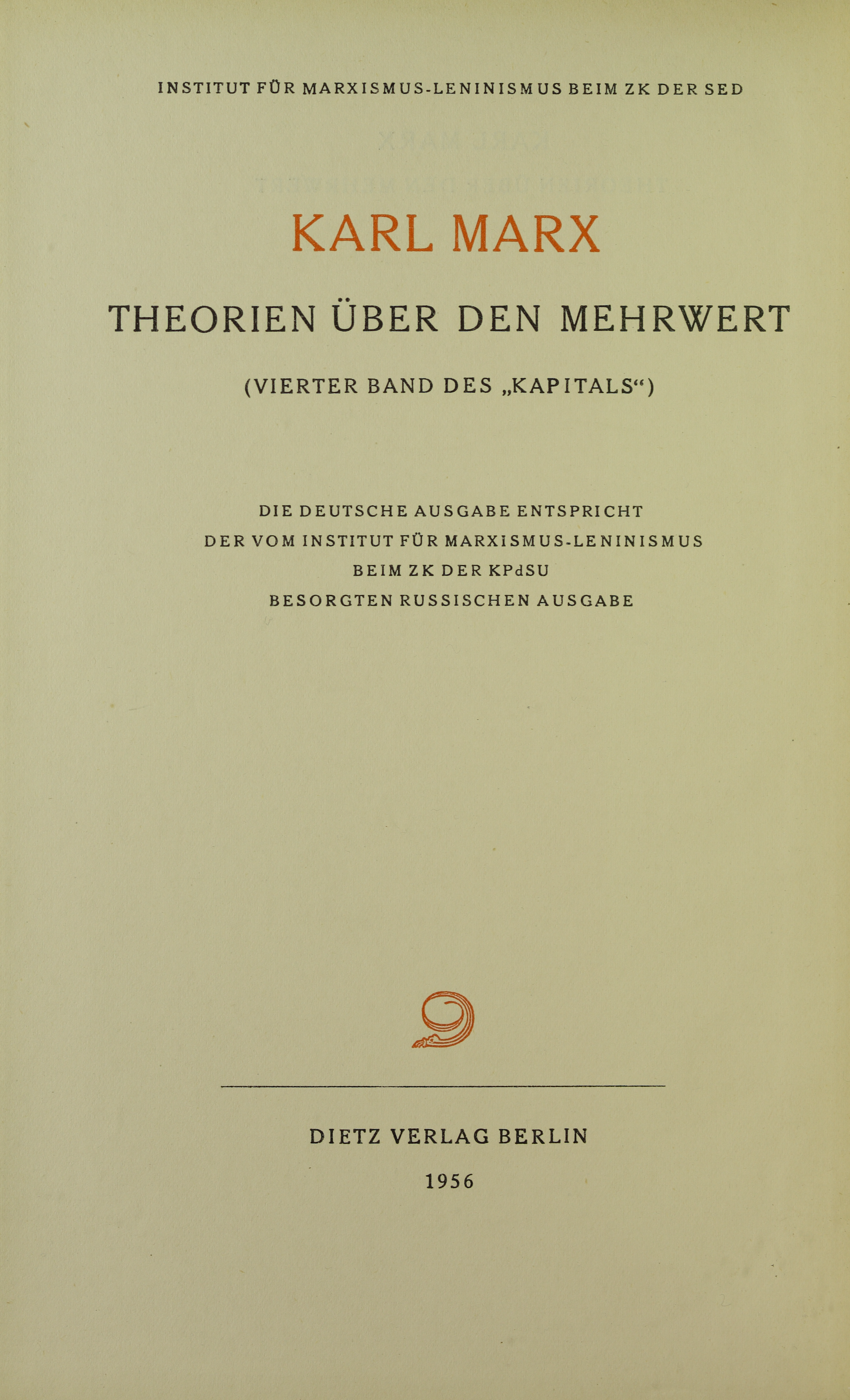
Karl Marx, Theorien über den Mehrwert. 1956

Für Karl Marx bedingten sich Institutionen wie Arbeitsteilung, Austausch und Privateigentum, Vertrag und Markt wechselseitig und müssten zumindest rudimentär vorhanden sein, damit ein System der Warenproduktion überhaupt in Gang kommen kann. Der Ausgangspunkt der Arbeitsteilung ist zwar naturwüchsig (z. B. bedingt durch Geschlechtsunterschiede), sie wird aber durch die Verwandlung des Arbeitsprodukts in eine Ware zur gesellschaftlichen Arbeitsteilung, was wiederum die unbeschränkte Verfügung des Kapitalisten über die Arbeitskraft im Betrieb ermöglicht. „In der Gesamtheit der verschiedenartigen Gebrauchswerte oder Warenkörper erscheint eine Gesamtheit ebenso mannigfaltiger, nach Gattung, Art, Familie, Unterart, Varietät verschiedener nützlicher Arbeiten – eine gesellschaftliche Teilung der Arbeit. Sie ist Existenzbedingung der Warenproduktion, obgleich Warenproduktion nicht umgekehrt die Existenzbedingung gesellschaftlicher Arbeitsteilung. In der altindischen Gemeinde ist die Arbeit gesellschaftlich geteilt, ohne dass die Produkte zu Waren werden. Oder, ein näher liegendes Beispiel, in jeder Fabrik ist die Arbeit systematisch geteilt, aber diese Teilung nicht dadurch vermittelt, dass die Arbeiter ihre individuellen Produkte austauschen. Nur Produkte selbständiger und voneinander unabhängiger Privatarbeiten treten einander als Waren gegenüber.“
Der marktmäßige Austausch stellt den gesamtgesellschaftlichen Koordinationszusammenhang zwischen den Privatarbeiten her und reduziert deren konkreten Formen auf „abstrakte Arbeit“ und damit den Tauschwert der Waren auf deren gesellschaftlichen Wert, welcher die gesellschaftlich notwendige Arbeitszeit repräsentiert.
Basierend auf dieser theoretischen Erkenntnis kritisierte Marx, Adam Smith habe den gesellschaftlichen Charakter der Privatarbeiten übersehen: „Der Akzent liegt hier auf dem durch die „Teilung der Arbeit“ hervorgebrachten change, dass nämlich der Reichtum nicht mehr im Produkt der eignen Arbeit besteht, sondern in dem Quantum fremder Arbeit, die dies Produkt kommandiert, der gesellschaftlichen Arbeit, die es kaufen kann, welches Quantum durch das Quantum der in ihm selbst enthaltenen Arbeit bestimmt ist. In der tat ist hier nur der Begriff des Tauschwerts enthalten, dass meine Arbeit nur noch als gesellschaftliche und daher ihr Produkt als Kommando über gleiches Quantum gesellschaftlicher Arbeit meinen Reichtum bestimmt. Der Akzent liegt hier auf der mit der Teilung der Arbeit und dem Tauschwert herbeigeführten Gleichsetzung „meiner“ Arbeit und „fremder“ Arbeit, in andren Worten gesellschaftlicher Arbeit (dass auch „meine“ Arbeit oder die in meinen Waren enthaltene Arbeit schon „gesellschaftlich“ bestimmt ist und ihren Charakter wesentlich verändert, entgeht Adamen)“. Die Arbeitsteilung, welche die Arbeit des Produzenten ebenso einseitig wie seine Bedürfnisse vielseitig macht, verwandelt das Arbeitsprodukt in Ware und erfordert damit deren Verwandlung in Geld. „Die gesellschaftliche Macht wird zur Privatmacht der Privatperson.“
Eine arbeitsteilige Wirtschaft ist eine Wirtschaftsform, in der jeder Mensch bei seiner Arbeit sich auf bestimmte Arbeitsbereiche konzentriert und spezialisiert, in anderen jedoch nur begrenzt und ineffizient ist. In jenen Arbeitsbereichen, auf die sich ein Mensch spezialisiert hat, ist dieser Mensch jedoch in einem höheren Grade produktiv. Für Marx führt insbesondere die kapitalistische Produktionsweise, in der die lohnabhängige Arbeitskraft dem Kapital gegenübersteht und in diesem Klassenverhältnis ausgebeutet wird, zur Entfremdung des Produzenten von seinem Produkt. Auch hat Marx die Unterteilung in immer spezialisiertere Arbeitsschritte kritisch gesehen. Der Arbeiter werde vom Produkt seiner Arbeit entfremdet und sei insgesamt menschenunwürdigen Arbeitsbedingungen ausgesetzt. Außerdem setze der erhöhte Einsatz ungelernter Arbeit die Bedeutung des einzelnen Arbeiters herab. In der früheren Produktionsweise der unabhängigen Handwerker kam jedem individuellen Produzenten aufgrund seiner über Jahre erlernten Fähigkeiten eine besondere Bedeutung zu. Diese verschwinde mit zunehmender Spezialisierung. Der einzelne Arbeiter sei lediglich ein kleines Rädchen im großen System – oder ein Organ. Der Kapitaleigentümer könne durch die gesenkten Arbeitskosten mehr Profit durch sein Produkt erwirtschaften. Der Mehrwert des Produkts steige, die Macht des Arbeiters sinke, die Ausbeutung könne zunehmen.
Herbert Spencer
Herbert Spencer analysierte ab 1877 die Arbeitsteilung in der Abhandlung Specialisation of Functions and Division of Labour als natürliches Ergebnis gesellschaftlicher Evolution und regionaler Unterschiede.
Johann Karl Rodbertus
Johann Karl Rodbertus brachte aus staatlicher Sicht den Aspekt der Teilung des Produktes als wesentliche Folgerung aus der gesellschaftlichen Arbeitsteilung ein. „Endlich ist es in der Staatswirtschaft nicht die Vermehrung der Produktion, die Steigerung des Nationalreichtums, die gleichsam die andere wesentliche Hälfte des Begriffs ausmacht, sondern die Verteilung des durch die gemeinschaftliche Arbeit hergestellten Produkts. Die Teilung der Arbeit könnte eben so gut Teilung des Erarbeiteten heißen, denn dieser Begriff ist erst die notwendige Ergänzung des ersteren.“
Gustav von Schmoller
Gustav von Schmoller wandte sich dem Thema Arbeitsteilung in zwei Aufsätzen zu. Nach seinem Tode erschien das Werk Die soziale Frage – Klassenbildung, Arbeiterfrage, Klassenkampf. Neben einer historisch differenzierten Darstellung der Entwicklung der Arbeitsteilung finden sich darin erstmals Aussagen, die auf eine Art Grundauskommen als Voraussetzung dazu hinweisen: „Hauptsächlich aber muss, wenn irgendwo volle Arbeitsteilung stattfinden soll, durch gesellschaftliche Einrichtungen für den Unterhalt, für die Ernährung, Bekleidung und Behausung derer gesorgt werden, welche ihre ganze Arbeitskraft andern widmen.“
Karl Bücher
Karl Bücher entwickelte als erster eine Typologie verschiedener Formen der Arbeitszerlegung und -integration. Er unterschied zwischen
- Arbeitszerlegung,
- Arbeitsverschiebung vom Menschen auf die Maschine,
- Produktionsteilung: die Ware durchläuft verschiedene Betriebe,
- Arbeitsvereinigung mehrerer Tätigkeiten in einer Hand oder in einer Maschine,
- Arbeitsgemeinschaft (modern gesprochen: „Teamarbeit“),
- Arbeitsverkettung durch gemeinsamen Rhythmus,
- Arbeitsverbindung von getrennten Tätigkeiten, die nicht zusammengeführt werden können (z. B. Schmied und Blasebalgtreter, später „gefügeartige Kooperation“ genannt).

Émile Durkheim
Nach Émile Durkheim ist Arbeitsteilung die Trennung von politischen, rechtlichen und ökonomischen Institutionen als makrosoziologischer Prozess oder die Verselbständigung von Berufstätigkeiten, Arbeitsvorgängen und Qualifikationen als mikrosoziologischer Aspekt. Niemand tut alles, sondern jeder erfüllt eine bestimmte Aufgabe in einem bestimmten Ausschnitt des gesellschaftlichen Geschehens, wobei sich in der Summe die Leistungen aller zum Lebenserhalt ergänzen. Die „Arbeitsteilung stellt nicht Individuen einander gegenüber, sondern soziale Funktionen“. In seinem Werk De la division du travail social beschrieb Durkheim in dem Volumen und der Dichte einer Bevölkerung die ursächlichen Faktoren, die den Übergang von einem einfachen Typus von Gesellschaft, die durch „mechanische Solidarität“ gekennzeichnet sei, zum Typ einer komplexen Gesellschaft bewirken, die durch „organische Solidarität“ gekennzeichnet sei. Deren Basis bilde die Arbeitsteilung, die sowohl die Unabhängigkeit der Individuen bei einer gesteigerten Interdependenz bzw. wechselseitigen Abhängigkeit gewährleiste und somit die soziale Kohäsion der betreffenden Gesellschaft verstärke.
Georg Simmel
Zeitgleich, aber nicht in direkter Auseinandersetzung, beschäftigte sich Georg Simmel in seinem soziologischen Erstling Über sociale Differenzierung (1890) mit dem Thema der Arbeitsteilung.
Gemeinsam ist allen drei Werken das wesentliche Ziel, den Widerspruch zwischen zunehmender Individualisierung und kollektivem Zusammenhalt der Gesellschaft aufzulösen. Darüber hinaus legt jeder Autor ein Gedankenmodell der Teilung zu Grunde, bei der sich ein homogenes Ganzes über einen Zeitraum zu einer heterogenen Sammlung von Einzelteilen entwickelt, die aber ihrerseits wieder ein (höheres) Ganzes bildet. Die Unterschiede setzen bereits bei der Zuordnung dieses einfachen Modells an: So kann dieses Ganze die Menge möglicher Tätigkeiten zur Gesellschaftserhaltung (Spencer), die Menge aller bisher vorhandenen Tätigkeiten (Durkheim) oder die Menge der Interessen und Vorstellungen eines Individuums (Simmel) sein.
Gary Becker und Kevin M. Murphy
Nach Gary Becker und Kevin M. Murphy (1992) geht zunehmende Spezialisierung mit einem überproportionalen Anstieg der Koordinationskosten einher. Dadurch seien der Spezialisierung Grenzen gesetzt, die sich aus der Steuerung der Aktivitäten spezialisierter Arbeitskräfte ergeben. Dieser Grund mag in vielen Zusammenhängen durchaus bedeutender sein als das „Ausmaß des Marktes“. Der Ansatz bietet auch einen Erklärungsbeitrag zur Organisation von Unternehmen und Industrien: wenn Marktkoordination billiger ist, dann findet Spezialisierung von Unternehmen auf bestimmte Aufgaben statt. Im gegenteiligen Fall würden sich Arbeitskräfte innerhalb eines Unternehmens spezialisieren. Da Transportkosten einen großen Anteil an den Koordinationskosten zwischen Unternehmen haben können, erklärt dieser Ansatz zum Beispiel, warum in größeren Städten mehr spezialisierte Unternehmen zu finden sind bzw. warum sich bestimmte Industrien an denselben Orten konzentrieren.

## Arten von Arbeitsteilung
Im Anschluss an Karl Bücher können mehrere, sich in der Regel überlagernde Formen der Arbeitsteilung unterschieden werden:
- Geschlechtliche bzw. geschlechtsspezifische[40] Arbeitsteilung: die Aufteilung verschiedener Arbeiten zwischen Mann und Frau (Rollenverteilung) gehört zu den ältesten Formen der Arbeitsteilung; die Arbeitsvereinigung findet beispielsweise über Reziprozität in der Familie statt; es handelt sich hier grob um die Teilung zwischen reproduktiven Aufgaben, die den Frauen und produktiven Aufgaben, die den Männern zugewiesen würden (vgl. Geschlechterrolle, Ernährermodell).
- Berufsbildung: Die Spezialisierung von Produzenten und Produktionsstätten auf die Produktion bestimmter Arten von Gütern und Dienstleistungen. Funde in Çatalhöyük und anderswo lassen darauf schließen, dass zu den ältesten Berufen Töpfer, Hersteller von Lehmziegeln und Korbflechter gehört haben dürften; die Arbeitsvereinigung findet über Handel (z. B. durch Wanderhandel, auf Märkten, als Tauschhandel oder mittels Geld) oder über zentrale Umverteilung (redistributive Stammeswirtschaft, redistributive Palastwirtschaft) statt.
- Berufsspaltung: Die weitergehende Spezialisierung innerhalb von bestehenden Berufs- oder Gewerbegruppen auf Unterarten von Gütern und Dienstleistungen. Schmiede werden z. B. zu Grobschmieden, Kupferschmieden, Schwertfeger usw., die Arbeitsvereinigung findet beispielsweise auf Märkten über Tausch statt.
- Arbeitszerlegung (auch betriebliche Arbeitsteilung): Die Aufteilung des Produktionsprozesses in Form hierarchischer „vertikaler Arbeitsteilung“ und ablauforganisatorischer „horizontaler Arbeitsteilung“ in Aufgabenbereiche, die innerhalb einer Produktionsstätte von spezialisierten Arbeitskräften wahrgenommen werden (vgl. Manufaktur); die Arbeitsvereinigung findet über die betriebliche (fiskalische, unternehmerische) Ablauforganisation statt; dabei wird zwischen Artteilung – bei dem jeder Einzelne nur einen Teil der Arbeitsabläufe übernimmt (wie in Adam Smiths „Stecknadelbeispiel“) – und Mengenteilung – bei dem alle Beteiligten alle Arbeitsabläufe durchführen, dies jedoch nicht an allen Arbeitsgegenständen – unterschieden. Ein Beispiel ist die Arbeitszerlegung nach Alter, oft in Handwerksbetrieben, wenn körperlich anstrengende Anteile den Jüngeren zugewiesen wird.
- Produktionsteilung (auch zwischenbetriebliche Arbeitsteilung): Die Aufteilung eines Produktionsprozesses in verschiedene Teilprozesse, die in verschiedenen (wirtschaftlich selbständigen oder unselbständigen) Produktionsstätten stattfinden; die Arbeitsvereinigung findet über die betriebliche Ablauforganisation (vgl. Oikos) oder Markttausch statt.
- Regionale Arbeitsteilung: Die Spezialisierung einzelner Regionen auf die Produktion bestimmter Güter und Dienstleistungen; die Arbeitsvereinigung findet zum Beispiel über Fernhandel statt.
- Internationale Arbeitsteilung: Die Spezialisierung einzelner Nationen auf die Produktion bestimmter Güter und Dienstleistungen; die Arbeitsvereinigung findet über den Außenhandel statt, der z. B. Zwangshandel (vgl. Kolonialismus) oder Freihandel sein kann.
- Nationale Arbeitsteilung: Hierbei wird unterschieden zwischen
  - vertikaler Spezialisierung über Fertigungsstufen: Hier folgen die spezialisierten Betriebe aufeinander (Beispiel: Die von der Urproduktion (Land- und Forstwirtschaft, Fischerei) gewonnenen Rohstoffe werden von der Produktion (Industrie und Handwerk) zu Konsum- oder Investitionsgütern weiterverarbeitet, dazwischen gibt es Dienstleistungsbetriebe).
  - horizontaler Spezialisierung: Meint spezielle Wirtschaftszweige, auf der die Unternehmen unterschiedliche Leistungen auf der gleichen Ebene erbringen (etwa in der Bekleidungsbranche Unterwäsche, Damenoberbekleidung, Kinderschuhe).

Weiterhin gibt es folgende Unterteilungen:
- Familiäre Arbeitsteilung: innerhalb einer Partnerschaft oder Familie (vgl. Vereinbarkeit von Familie und Beruf), wobei egalitäre Arbeitsteilung eine symmetrische Teilung der Aufgaben bezeichnet (vgl. Doppelversorgermodell).
- Gesellschaftliche Arbeitsteilung: zwischen Menschen, Entwicklung einzelner Berufe (Soziale Differenzierung).
- Volkswirtschaftliche Arbeitsteilung: in Primärsektor, Sekundärsektor und Tertiärsektor (Wirtschaftssektoren).
- Territoriale Arbeitsteilung: nach Räumen mit unterschiedlichen naturräumlichen und/oder soziokulturellen Gegebenheiten. Wenn jede Region das für sie günstigste Produkt produziert, kann die Effizienz gesteigert werden und somit ein größeres Wirtschaftswachstum erzielt werden. Erforderlich für die produktivitätssteigernde Wirkung ist dann allerdings ein internationaler Außenhandel, um die Güter, Waren und Dienstleistungen auszutauschen.
- Biologische Arbeitsteilung: Differenzierung innerhalb von Organismen und zwischen Organismen (Symbiose). Diese wird auch als Funktionsteilung bezeichnet.

## Managementlehre
Im Produktionsmanagement als Teilbereich der Managementlehre unterscheidet man die modale Aufteilung einer Arbeit beispielsweise nach Menge und Art auf mehrere Arbeitskräfte oder Betriebsmittel. Demzufolge wird zwischen Mengenteilung und einer Artteilung unterschieden. Ebenso kann Arbeit auch in verschiedene Phasen aufgeteilt werden, beispielsweise bei Projektarbeit und auch bei Produktionsarbeit in die Phasen Planung, Vorbereitung und Ausführung.
Bei einer Mengenteilung wird eine Arbeit so aufgeteilt, dass jede Arbeitskraft oder jedes Betriebsmittel den gesamten Arbeitsablauf an einer Teilmenge ausführt. Dabei ist es das Ziel, den Arbeitsauftrag durch diese Art der Aufteilung in kürzerer Zeit fertigzustellen. Bei einer Artteilung wird eine Arbeit derart aufgeteilt, dass jede Arbeitskraft oder jedes Betriebsmittel nur einen Teil des Arbeitsablaufes von der Gesamtmenge ausführt. Dabei ist es das Ziel, durch Spezialisierung die Mengenleistung und auch die Produktqualität zu erhöhen.
Die Phasenteilung trägt dazu bei, dass gemäß den unterschiedlichen Anforderungen an die Qualifikation zur Planung und zur Ausführung auf Personal und gegebenenfalls Kostenstellen mit verschiedenen spezifischen Kosten für die Arbeitsleistung aufgeteilt werden kann.

## Theorievergleich

### Das Objekt der Teilung
Ausgehend von dem allen Autoren gemeinsamen Teilungsgedanken werden in der Folge die einzelnen Aspekte dieser Teilung betrachtet, um auf diese Weise die unterschiedlichen Facetten der untersuchten Bezeichnungen (englisch division of labour, specialisation of functions; Spencer), französisch division du travail social (Durkheim) und soziale Differenzierung (Simmel) herauszuarbeiten.
Die deutlichste Aussage zum Objekt der Teilung ist bei Herbert Spencer zu finden. Specialisation of functions bezieht sich auf alle Tätigkeiten oder deren Teile, die zum Fortbestehen einer Gesellschaft nötig oder wichtig sind (dies sind die Tätigkeiten von Regierung, Militär, Geistlichkeit, Verwaltung und Industrie). Division of labour schränkt Spencer gemäß der allgemeinen Auffassung seiner Zeit auf den Teil der specialisation of functions ein, der direkt oder indirekt der Erfüllung materieller Wünsche oder der Herstellung materieller Hilfsmittel zur Erfüllung geistiger Wünsche dient. Zur division of labour gehören darüber hinaus noch die einen Produktionsprozess regulierenden geistigen Arbeiten. Auch auf Tätigkeiten ausgerichtet scheint die Arbeitsteilung Georg Simmels, die selten Verwendung findet. Sie hat mit Differenzierung der Arbeit eine ähnliche oder identische Bezeichnung. Sie teilt verwandte Aufgaben einer beruflichen Tätigkeit, deckt sich also höchstens mit der specialisation of functions, wenn man den Beruf als Beitrag zum Fortbestehen einer Gesellschaft ansehen will, und die Aufgabe im Sinne von in naher Zukunft stattfindender Tätigkeit versteht.
Differenzierung greift indes deutlich weiter über diesen Bereich hinaus und meint zunächst Ungleichheit, so dass Arbeitsteilung schließlich eine mögliche Konkretion von Differenzierung ist. So ist das Objekt der Differenzierung unbestimmt. Soziale Differenzierung ist deutlich an den Entwicklungsprozess von einer homogenen Gruppe von Menschen zu einer heterogenen gebunden, aber auch hier beschreibt sie direkt nur eine Unterschiedlichkeit. Schließlich ist in der Differenzierung der Persönlichkeit, die mit der sozialen Differenzierung einhergeht, doch eine Art Teilung gefunden. Denn sinnvoll lässt sich diese nur deuten als die Unterschiedlichkeit der Interessen einer Person und damit die Aufspaltung, die Teilung des Interesses einer Person in verschiedene Teile. Diese Teile sind die Zugehörigkeiten dieser Person zu verschiedenen Gruppen (Kreisen), die bei einer Vielzahl vorhandener Kreise die Persönlichkeit als einzigartiger Schnittpunkt dieser Vielzahl beschreiben.
Émile Durkheim bezieht seine division du travail social einmal auf Arbeit und einmal auf Funktion. Da die Arbeitsteilung aber „ein Ergebnis des Lebenskampfes“ ist, sind die zur Disposition stehenden Tätigkeiten auf die Erringung von knappen Gütern gerichtet, beziehungsweise auf solche, die durch viele menschliche Konkurrenten knapp geworden sind. Da diese Güter sowohl geistige wie materielle sein können, ist ein Vergleich mit der specialisation of functions und der Arbeitsteilung möglich. Ein Unterschied zur ersteren liegt in solchen Tätigkeiten, die für das Fortbestehen der Gesellschaft nötig sind, aber keine (zumindest nicht aufwendig konstruierten) knappen Güter beschaffen.
Beispiele für diese Tätigkeiten sind das Wählen einer Partei, das sich Informieren durch die Medien oder der (moralische) Austausch mit seinen Mitmenschen. Diese Tätigkeiten befriedigen zwar Bedürfnisse des Handelnden, stehen aber unbeschränkt zur Verfügung, insbesondere unabhängig davon, wie viele andere Menschen die gleiche Tätigkeit ausüben. Jedoch eine Gesellschaft ohne Wahlbeteiligung oder Kommunikation über die gesellschaftlichen Anliegen könnte (auch im Sinne Durkheims) wohl kaum weiterbestehen. Will man „berufliche Tätigkeiten“ weniger an eine „Berufung“ und stärker an eine Lohnarbeit binden, so ist Arbeitsteilung gewissermaßen der „kleinste gemeinsame Nenner“ der hier diskutierten Begriffe.

### Die Komplementarität der Teilung
Ein wesentlicher Kritikpunkt Durkheims an der Arbeit Herbert Spencers ist die Nichtbeachtung der Absprache und damit des zuvor nötigen moralischen Bandes zwischen den Personen, die eine Arbeit untereinander aufteilen. Basis dieser Kritik ist die „Natur“ der division du travail social, die „eine Funktion in zwei exakt komplementäre Funktionen“ zu teilen verlangt. Dies ist eine übermäßige Einschränkung des Teilungsbegriffs, will man den Ausführungen Spencers gerecht werden, denn dieser betrachtet ebenso eine voneinander unabhängige ‚Teilung‘ (wenn man sie dann noch als solche bezeichnen will), wie sie beispielsweise zwischen verschiedenen Regionen möglich wäre, als auch eine sich gegenseitig unterstützende Teilung ähnlich einer Symbiose, die sowohl Überlappungen als auch völlig verschiedene Teile beinhalten kann. So kann, um diese Unterschiede durch Beispiele plastischer zu machen, ein Bauer seine Feldarbeit in Säen und Ernten komplementär teilen. Er kann aber auch mit einem Nachbarn zusammenarbeiten, schwerpunktmäßig Ackerbau betreiben und seine Viehzucht stark einschränken, während sich sein Nachbar umgekehrt verhält, was einer überlappenden Teilung gleichkäme. Schließlich könnten Fischer und Bauer ohne sie verbindenden Handel oder gegenseitige Kenntnis nebeneinander existieren, so dass, gemessen an den denkbaren Möglichkeiten der Lebensmittelversorgung einer Gesellschaft, eine völlig unabhängige Teilung festzustellen ist. Die Kritik Durkheims ist nur im Falle einer komplementären Teilung tragfähig. Es ist ein beachtlicher Unterschied zwischen „division du travail social“ und „specialisation of functions“ beziehungsweise „division of labour“ festzustellen.
Die Differenzierung der Persönlichkeit kann, nehmen wir als Basis das im vorigen Kapitel konstatierte Teilungsobjekt, alle drei der oben entworfenen Teilungsformen annehmen. Die Arbeitsteilung hingegen tritt durch den starken Bezug auf Lohnarbeit häufig als von einem Leitenden geplant auf und ist daher oft komplementär angelegt, erscheint aber auch überlagernd. Wichtig ist Simmel aber gerade die Verbindung zwischen den einzelnen Tätigkeitsbereichen, so dass eine unabhängige Teilung zwar durch die Formulierungen nicht ausgeschlossen werden kann, aber zumindest kaum von ihm berücksichtigt wird. Durch diese Verbindung nämlich kommen die für ihn interessanteren Folgen der Arbeitsteilung zustande: Dass der Mensch einen anderen Menschen mit gleichem Beruf, aber anderen Interessen hat (oder umgekehrt), und so die sachlichen Zusammenhänge von den schematischen Gleichheiten zu unterscheiden lernt und darüber das abstraktere Gemeinsame erkennt.

### Die von der Teilung Betroffenen
Die eben angesprochene Folge der Arbeitsteilung bei Simmel ist nur zu finden, wenn zwei verschiedene Personen oder Gruppen die getrennten Teile der Arbeit ausführen, die Teilarbeiten also parallel ausgeführt werden können. Aus ähnlichem Grunde ist auch die Form der Teilung, bei der eine Tätigkeit nur räumlich und/oder zeitlich geteilt wird und trotzdem von einer Person oder einer Gruppe (ohne Spezialisierung ihrer Mitglieder) durchgeführt wird, für Durkheim uninteressant und wird nicht berücksichtigt. Denn in diesem Fall kann die Entstehung von Solidarität zwischen verschiedenen Personen nicht gefolgert werden. So findet diese Möglichkeit nur bei Spencer eine (explizite) Erwähnung zumindest für die serielle division of labour von einer Einzelperson.
Unbeachtet bleibt die Frage nach der Austauschbarkeit der Beteiligten der Teilung bei Spencer in den behandelten Kapiteln, denn diese scheint parallel mit der allgemeinen Teilungsentwicklung zu steigen. Zwar behandelt er die Freiheiten des Lohnarbeitsverhältnisses, aber der Gedanke, dass eine Aufsplitterung komplexerer Tätigkeiten nicht nur Raum für eine Spezialisierung der an der Teilung beteiligten Personen ermöglicht, sondern umgekehrt auch die verbleibenden Teile so einfach machen kann, dass prinzipiell jeder Mensch ohne besondere Qualifikationen diese Teiltätigkeiten ausführen kann, findet sich bei Spencer nicht.
Auch Durkheim beschäftigt sich nicht mit diesem Themenbereich. So findet sich in der Sekundärliteratur eine Charakterisierung der 'segmentären', also in Durkheims Klassifizierung primitiven, wenig entwickelten Gesellschaft der folgenden Art: "Von den meisten Individuen wird erwartet, dass sie jede Aufgabe erfüllen können, sie müssen, was die Funktionserfüllung betrifft, fast austauschbar sein, und besitzen in diesem Sinne aus gesellschaftlicher Perspektive keine 'Individualität'." Letztere entsteht bei Durkheim gerade durch die division du travail social, was aber eine solche Spezialisierung der Arbeitsanbieter voraussetzt, dass sie ihrerseits eben deutlich weniger austauschbar sind als zuvor (Diese Entwicklung ist nach Durkheim auch durch die Konkurrenz der Arbeitgeber verursacht). Betrachtet man aber zumindest den Teil der Arbeitsteilung, der zur Steigerung der Arbeitsproduktivität von Arbeitgebern bewusst geplant ist, so sind viele dieser Teilarbeiten so unpersönlich und unqualifiziert, dass die angestellten Arbeitnehmer in hohem Maße austauschbar sind und keine oder kaum besondere Qualifikationen vorweisen können. Dann ist aber nicht einsehbar, warum eine Solidarität zwischen diesen Personen entstehen sollte, da jeder ihre Aufgaben übernehmen könnte und somit keiner von ihnen abhängig ist. Auch ist dieser Aspekt nicht als Anomalie an den Rand zu stellen, da selbst in einer nur auf freiwilliger Berufswahl und natürlich gewachsener division du travail social beruhenden Gesellschaft stets unqualifizierte und damit personell austauschbare Arbeiten anfallen. Diese werden dann nicht aus Interesse, Veranlagung oder Fähigkeiten angenommen, sondern aus Mangel an anderen Arbeitsmöglichkeiten.
Deutlich geht Georg Simmel auf diesen Punkt, wenn auch in allgemeinerer Form, ein. Er sieht die Objektivierung der sozialen Beziehungen in Einklang mit einer steigenden individuellen Freiheit wachsen, da die Verpflichtungen nicht mehr gegenüber einer konkreten Person, sondern nur noch gegenüber einer Position bestehen. Diese Entwicklung hat ihre Grenzen, da die anderen "zunächst doch da sein und empfunden werden [müssen], damit sie einem gleichgültig sein können. […] Die Ursache wie die Wirkung derartiger objektiver Abhängigkeiten, bei denen das Subjekt als solches frei ist, liegt in der Auswechselbarkeit der Personen: in dem freiwilligen oder durch die Struktur des Verhältnisses bewirkten Wechsel der Subjekte offenbart sich jene Gleichgültigkeit des subjektiven Momentes der Abhängigkeit, die das Gefühl der Freiheit trägt." Bezogen auf die Arbeitsteilung hieße das, dass nur die Positionen oder Posten, denen die Teile der Arbeit zugeordnet sind, voneinander abhängig sind, nicht aber die diese besitzenden Individuen. Nun schafft das Bewusstsein der Individuen über die Abhängigkeiten ihrer Posten das Gefühl, von allen anderen Individuen abhängig zu sein, da potentiell jeder andere einen solchen Posten erhalten könnte, und somit eine indirekte Abhängigkeit vorhanden wäre. Dabei ist allerdings, und insofern trifft meine oben geäußerte Kritik auch auf Simmel zu, nicht der unterschiedliche Grad der Austauschbarkeit, abhängig von der Tätigkeit und den dazu nötigen Qualifikationen, berücksichtigt, der eben nicht eine Abhängigkeit des Einzelnen von allen gleichermaßen, sondern eine mit der Qualifikation des Postens steigende Abhängigkeit erzeugt.
Ein weiterer Punkt ist die Frage, ob eine Person an mehreren Teilungsprozessen beteiligt sein kann. So scheint es für Spencer selbstverständlich zu sein, dass jede Person nur einen Tätigkeitsteil oder Beruf ausüben kann. Dem widerspricht Simmel, der gerade in der Vielfalt der Kreise, an denen dieselbe Person beteiligt ist, eine wesentliche Entwicklung feststellt (dabei wird in Beispielen deutlich, dass auch unterschiedliche Tätigkeiten und Berufe mit der Mitgliedschaft in solchen Kreisen verbunden sein können). Die Ausführungen Durkheims lassen beide Möglichkeiten zu. Anders als Simmel beachtet Durkheim jedoch die aus mehreren Tätigkeiten bei einer Person möglicherweise entstehenden Konflikte nicht.

### Offene Probleme
Durch Arbeitsteilung entstehen einerseits Probleme bei der Koordination, etwa Probleme bei der Suche oder Bereitstellung, andererseits Probleme bei der Motivation, etwa Probleme der Spezifität und Abhängigkeit oder der Messung und Arbeitsbewertung. Der Gewinn durch die Arbeitsteilung wird durch den Aufwand der Koordinierung geschmälert. Das bedeutet: Ein Gewinn durch mehr Arbeitsteilung muss den Koordinationsaufwand übersteigen.
Als Lösungen sind Institutionen geeignet, mit denen sich in der Soziologie die Wirtschaftssoziologie und in der Volkswirtschaftslehre insbesondere die Neue Institutionenökonomik befasst.
Weitere Fragen ergeben sich, wenn Arbeitsteilung als eine Form von diskriminierender Hierarchie auftritt. Von feministischer Seite wird die geschlechterhierarchische Arbeitsteilung, die Frauen die Hausarbeit (reproduktive Arbeit: Hausarbeit und Sorgearbeit) zuschreibt, kritisiert. Diese kulturelle und institutionalisierte Arbeitsteilung führe zur Schlechterstellung auf dem Erwerbsarbeitsmarkt und zur Ungleichverteilung der Last der Arbeit insgesamt.
Aufgezeigt werden auch rassistische Diskriminierungen, die dazu führen, dass Einwanderern und Farbigen der Marktzugang zu höher bezahlten, besser qualifizierten Arbeitsplätzen auf dem Arbeitsmarkt versperrt wird.
Das Ricardo-Modell der komparativen Kostenvorteile zeigt, dass internationale Arbeitsteilung zu Wohlstandsgewinnen für alle Beteiligten führen kann, wobei die Annahmen des Modells Gegenstand der Kritik sind.
Gelegentlich wird eine Abkehr vom Taylorismus diskutiert. Seit den späten 1990er Jahren wird jedoch zunehmend eine Tendenz zur Re-Taylorisierung beobachtet, etwa durch wieder zunehmende Arbeitszerlegung und Standardisierung.

## Arbeitsteilung in anderen Fachgebieten
Außerdem wird der Begriff Arbeitsteilung im übertragenen Sinne auch in anderen Disziplinen benutzt:
| Einzelwissenschaft | Beispiele |
| ------------------ | --- |
| Biologie           | Einzeller: Entwicklung von Einzellern zu Vielzellern Vielzeller: Insektenstaaten wie bei Ameisen oder Bienen |
| Menschen           | Familien, Kasten, Personenvereinigungen und Volkswirtschaften                                                |
| Technik            | Fließbandfertigung, Mikrocontroller, Roboter                                                                 |

Bei den Insektenstaaten beruht die gesellschaftliche Arbeitsteilung auf kooperativer Brutpflege („Eusozialität“). Wesentliche Merkmale der höchstentwickelten Insektenstaaten sind die Generationenüberlappung, die kooperative Arbeitsteilung und die Ausbildung steriler Arbeiterkasten.
Die allgemeine Aufteilung der Wissenschaften in Grundlagenforschung und angewandte Wissenschaft ist für Léon Walras nichts anderes als eine Arbeitsteilung, durch die sich der Mensch der „Ordnung der Natur“ füge.